# 坛城镇
坛城镇，是中华人民共和国安徽省亳州市蒙城县下辖的一个乡镇级行政单位。 区域面积131平方千米。

## 行政区划
坛城镇下辖以下地区：
邓桥社区、坛城社区、高桥村、李营村、楼山村、大任村、芮集村、宋寨村、祠堂村、姜营村、张圩村、陈大村、代元村、庞庙村、范集村、代李村、付马村、李圩村、张集村和韩寨村。